# Babar (Khenchela)
Pour les articles homonymes, voir Babar (homonymie).
Babar est une commune de la wilaya de Khenchela en Algérie. Elle est connue pour le tissage des Tapis, à savoir le Tapis de Babar.

## Géographie

### Situation
Le territoire de la commune de Babar est situé au nord-est de la wilaya de Khenchela. Le village de Babar est situé au nord du territoire communal. Ce dernier s'étend sur les piémonts sahariens des Némentcha, utilisés traditionnellement comme pâturage dans la transhumance des tribus Némentchas. 
| Khirane                                                | Ensigha                    | El Mahmal                        |
| Zeribet El Oued (Wilaya de Biskra) , Djellal , Chechar | Babar                      | Stah Guentis (Wilaya de Tébessa) |
| Hamraia (Wilaya d'El Oued)                             | Magrane (Wilaya d'El Oued) | Ferkane (Wilaya de Tébessa)      |

### Toponymie
Le nom de la commune en tamazight chaoui Beb-Ar signifie « celui  qui possede  du lion », témoignant de la présence autrefois du Lion de Barbarie (Tamazgha). 
Il signifie aussi la porte du lion : باب اُو آرْ 
D'après la tradition locale , Babar est situé au creux de deux montagnes, ce qui constitue un passage direct pour passer de l'autre côté, emprunte souvent par des lions des steppes. Au passage de ces lions, les habitants et afin d'éviter d'être attaqués,  leur offraient des moutons et des chèvres comme proies. 